# Flagge Schleswig-Holsteins

Flagge Schleswig-Holsteins

Landesdienstflagge Schleswig-Holsteins

Die Flagge Schleswig-Holsteins ist eine längsgestreifte blauweißrote Trikolore. Sie wird mindestens seit dem 19. Jahrhundert als nationales Symbol gebraucht, erhielt aber erst mit dem Gesetz über die Hoheitszeichen des Landes Schleswig-Holstein vom 18. Januar 1957 offiziellen Charakter.

## Herkunft
Das Wappen Schleswig-Holsteins auf der Flagge soll die Verbundenheit der beiden Landesteile Schleswig und Holstein ausdrücken. Das Wappen des Herzogtums Schleswig waren zwei blaue Löwen auf gelbem Grunde, während das Herzogtum Holstein das silberne Holsteiner Nesselblatt auf rotem Grund im Wappen trug.
In der neuen Flagge wird das schleswigsche Blau mit den holsteinischen Farben Weiß und Rot verbunden. Die zweite schleswigsche Farbe Gelb wurde nicht aufgenommen, da die schleswig-holsteinische Bewegung des 19. Jahrhunderts eine Trikolore nach französischem Vorbild mit nur drei Farben anstrebte. Aus der Frühzeit der Flagge sind aber auch vierfarbige Varianten (blau-gold-rot-weiß) überliefert.
Die frühesten Überlieferungen der Farbkombination blau-weiß-rot stammen von sogenannten Couleur-Bildern des Kieler Studentencorps Slesvico-Holsatia (heute Holsatia) von 1829. Damals besaßen die Farben aber nur landsmannschaftlich-regionale Bedeutung und galten noch nicht als Oppositionsfarben zum dänischen Dannebrog.
In den 1830er Jahren, als die Herzogtümer Schleswig und Holstein zur dänischen Gesamtmonarchie gehörten, kam die Flagge als Symbol der deutschen Unabhängigkeitsbewegung auf. Die genauen Umstände seiner Entstehung sind nicht bekannt. Das Schleswiger Sängerfest am 24. Juli 1844, bei dem die Landeshymne, das Schleswig-Holstein-Lied präsentiert wurde, wird manchmal als Quelle genannt. Die Frauen der anwesenden Sänger hätten die Flagge erstellt, die sich dann im ganzen Land verbreitete. Im Klima des liberal-nationalen Erwachens der Revolution von 1848 wurde die Trikolore rasch populär.
Am 31. Juli 1845 wurde die Flagge von der dänischen Regierung wegen ihres offensichtlich antidänischen Charakters verboten. Während der Schleswig-Holsteinischen Erhebung führte die Schleswig-Holsteinische Armee neben schwarz-rot-goldenen Farben auch die blau-weiß-rote Fahne; offizielle Truppenfahnen gab es nicht. Schleswig-Holsteinische Handelsschiffe führten ebenfalls die blau-weiß-rote Flagge, während die Schiffe der kleinen schleswig-holsteinischen Marine als Teil der deutschen Reichsflotte die schwarz-rot-goldene Kriegsflagge mit dem doppelköpfigen Adler im oberen Liek führte. Insbesondere nach dem Ende der Schleswig-Holsteinischen Erhebung (1848–1851) waren die Farben dann mit der Rückkehr der dänischen Behörden wieder verboten. Mit dem Einmarsch preußischer und österreichischer Truppen im Winter 1863 wurden die schleswig-holsteinischen Flaggen wieder hervorgeholt.
Während der Verbotszeit zwischen 1845 und 1848 wurde gelegentlich die Gottorfer Seeflagge von 1696 als Ersatzzeichen bei nationalen Festen gezeigt. Dabei handelt es sich um eine 1696 für die Schiffe des Herzogtums Schleswig-Holstein-Gottorf bestimmte rote Spitzflagge mit silbernem Nesselblatt und dem Schleswiger Wappen sowie einer Herzogskrone in der Mitte. Als rechteckige Flagge – und oft ohne Krone – war diese Flagge auch 1848–1851 provisorische Ersatz-Handelsflagge Schleswig-Holsteins, da die blau-weiß-rote Trikolore wie auch die deutschen schwarz-rot-goldenen Farben von den seefahrenden Nationen nicht anerkannt worden waren.
Das Königreich Preußen, das Schleswig-Holstein 1867 dazugewann, machte die nach 1851 weiterhin beliebte blau-weiß-rote Flagge nicht offiziell, obwohl sie als regionales Symbol auch in der Zeit als preußische Provinz nie ganz in Vergessenheit geriet. Auch in der Zeit des Nationalsozialismus wurden die Farben selten verwendet, da die nationalsozialistische Diktatur regionale Identitäten zugunsten einer „deutschen“ Gesinnung mit allen Mitteln unterbinden wollte. Die blau-weiß-roten Farben wurden deshalb erst 1949 – zunächst inoffiziell – als Flagge des Bundeslandes Schleswig-Holstein angenommen. Das Gesetz über die Hoheitszeichen des Landes Schleswig-Holstein vom 18. Januar 1957 bestätigte den offiziellen Status der Flagge.

## Nutzung
Die einfache Trikolore wird von den Gemeinden, aber auch von der Bevölkerung benutzt. Bis auf Nordfriesland, wo die friesischen Farben beliebt sind, ist die schleswig-holsteinische Flagge überall im Land z. T. stark verbreitet. In Lübeck und Dithmarschen bestehen daneben eigene Flaggentraditionen. Viele in der dänischen Minderheit lehnen die Flagge aus historischen Gründen bis heute ab; bis vor kurzem wurde sie in konservativen Kreisen der Minderheit in Anlehnung an die Erhebung von 1848 noch als oprørsfane („Aufruhrfahne“) bezeichnet. Die Landesbehörden hissen hingegen die Dienstflagge. Sie trägt das Landeswappen im Zentrum. Im Allgemeinen wird die Dienstflagge neben der Flagge Deutschlands und der Europäischen Union gehisst. Fahrzeuge der (Landes-)Wasserschutzpolizei führen die Dienstflagge auch als Gösch am Bug, ebenso die Schiffe des GEOMAR Helmholtz-Zentrums für Ozeanforschung Kiel.

## Galerie

Herzogtum Schleswig
Herzogtum Holstein
Herzogtum Sachsen-Lauenburg
Freie und Hansestadt Lübeck
Preußische Provinz Schleswig-Holstein (1868–1946)

## Sonstiges
Das benachbarte Mecklenburg-Schwerin verwendete im 19. Jahrhundert eine Flagge in denselben Farben als Handelsflagge.
Nach der Wiedervereinigung führte Mecklenburg-Vorpommern eine sehr ähnliche (blau-weiß-gelb-weiß-rote) Flagge als Landesflagge ein. Diese ist aus den Landesfarben Mecklenburgs (blau, gelb, rot), Pommerns (blau, weiß) und Brandenburgs (weiß, rot) abgeleitet.
Die Flagge der Bundesrepublik Jugoslawien benutzte bei anderem Seitenverhältnis dieselben Farben (siehe auch Panslawische Farben). Ebenfalls sind die Flaggen der Niederlande und Luxemburgs sehr ähnlich, nur ist die Reihenfolge der Farben umgekehrt.
Der oft hergestellte Zusammenhang zwischen der Flagge Schleswig-Holsteins und der berühmten französischen Trikolore besteht nur sehr entfernt. Die Verwendung der gleichen Farben ist zufällig, da der französischen Trikolore die Pariser Stadtfarben Blau-Rot und das Weiß des bourbonischen Königshauses zugrunde liegen, der Schleswig-Holstein-Flagge aber drei der insgesamt vier Farben bzw. Metalle der Herzogtümer Schleswig und Holstein. Zeitlich entstand die französische Trikolore Ende des 18. Jahrhunderts und damit etwa drei Jahrzehnte vor der Schleswig-Holsteinischen Flagge. Die einzige Gemeinsamkeit ist die Tatsache, dass beide Flaggen „Trikoloren“ – also dreifarbige Flaggen – sind.